# NGC 2451
NGC 2451 je otvoreni skup u zviježđu Krmi. 

## Vanjske poveznice
- SEDS: NGC 2451